# RDRAM
RDRAMは『Rambus DRAM』の略で、Rambus社による基本設計で同社がライセンスする、SDRAMモジュールの方式の一種である。バスのビット幅を制限する代わりに、一筆書き状の配線によって実現される高速性などを特長とする。

## 概要
設計の発展により、Base Rambus DRAM、Concurrent Rambus DRAM、Direct Rambus DRAM（DRDRAM）などがある。総称して、あるいは単に、Rambus DRAMとも呼ぶ。特徴に、バスのビット幅を制限する代わりに、一筆書き状の配線によって実現される高速性などがあったが、パーソナルコンピュータ用としては広く普及するには至らなかった。

## 実装

### パーソナルコンピュータ
RDRAMをサポートする最初のPC用マザーボードはIntel 820チップセットで1999年に登場した。これらの製品はPC-800 RDRAMに対応しており、400メガヘルツ動作で1600 MB/sの転送速度を、184ピンのRIMMフォームファクタを用いて提供した。
クロック信号の立ち上がりと立ち下がりで転送するダブルデータレート方式であることもあり、400 MHzのラムバス規格は（主としてマーケティング上の理由から）PC800という名前となった。これは、以前の規格PC-133 SDRAMより大幅に高速であった。PC-133は133 MHzで動作し、64bitの168ピンDIMMのフォームファクタで1066 MB/sの転送速度を提供した。

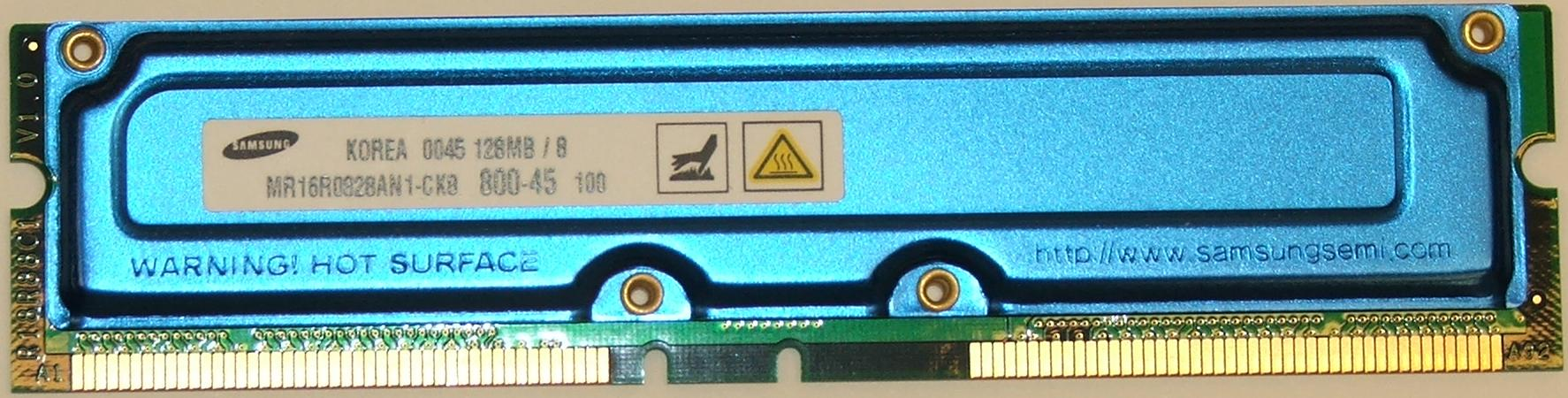
ヒートシンクが統合されたRDRAMメモリ

さらに、マザーボードがデュアルあるいはクアッドチャネルのメモリサブシステムを備えている場合、すべてのメモリのチャンネルは同時にアップグレードする必要があった。16ビットのモジュールが1チャンネルのメモリを提供し、32ビットのものが2チャンネルを提供した。このため、16ビットのモジュールを受け付けるデュアルチャンネルのマザーボードは、RIMMをペアで着脱する必要があった。32ビットのモジュールに対応したデュアルチャンネルのマザーボードは、一枚ずつRIMMを着脱することができた。

#### モジュール仕様
| 規格名             | バス幅   | チャンネル数            | 仕様上のクロック速度 | 転送速度  |
| ------------------ | -------- | ----------------------- | -------------------- | --------- |
| PC600              | 16ビット | シングルチャンネル RIMM | 300 MHz              | 1200 MB/s |
| PC700              | 16ビット | シングルチャンネル RIMM | 355 MHz              | 1420 MB/s |
| PC800              | 16ビット | シングルチャンネル RIMM | 400 MHz              | 1600 MB/s |
| PC1066 (RIMM 2100) | 16ビット | シングルチャンネル RIMM | 533 MHz              | 2133 MB/s |
| PC1200 (RIMM 2400) | 16ビット | シングルチャンネル RIMM | 600 MHz              | 2400 MB/s |
| RIMM 3200          | 32ビット | デュアルチャンネル RIMM | 400 MHz              | 3200 MB/s |
| RIMM 4200          | 32ビット | デュアルチャンネル RIMM | 533 MHz              | 4200 MB/s |
| RIMM 4800          | 32ビット | デュアルチャンネル RIMM | 600 MHz              | 4800 MB/s |
| RIMM 6400          | 32ビット | デュアルチャンネル RIMM | 800 MHz              | 6400 MB/s |

### ビデオゲーム機

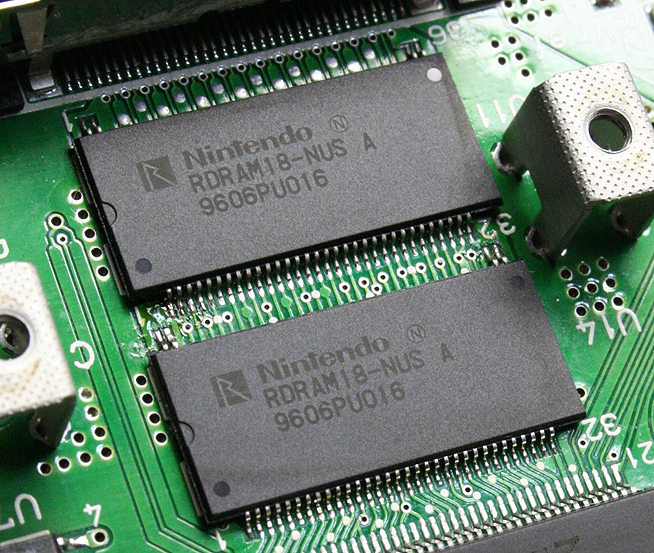
RDRAM18-NUS
NINTENDO64に実装

Concurrent Rambus DRAMは、1996年のNINTENDO 64 (N64) をはじめとしていくつかのビデオゲーム機で使用された。任天堂のゲーム機は4.5 MiBの9ビットバス、266 MHzダブルデータレート動作のRDRAMを使用し、500 MB/sの転送速度を提供した。RDRAMの簡素な設計のおかげで、N64は高いメモリ転送速度を確保することができた。またRDRAMの狭いバス幅のおかげで、ボードの回路設計者は単純な設計手法を使用しコストを最小限にすることができた。しかしながら、高いアクセスレイテンシのため、RDRAMのメモリは好まれなかった。N64では、RDRAMモジュールはパッシブのヒートスプレッダ部品により冷却されていた。また36Pinメモリー拡張コネクタを持ち、ターミネータパックを取り外して代わりにメモリー拡張パックを挿入することで合計9 MiBに増設できた。

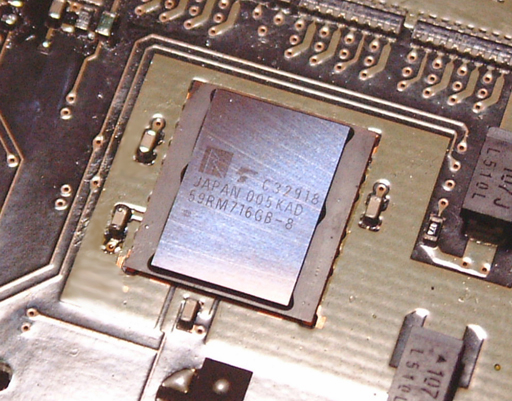
DirectRDRAM
PlayStation 2に実装

ソニーはPlayStation 2でDRDRAMを使用した。PS2は32 MiBのメモリを備え、デュアルチャンネルの構成を実現したため3200 MB/sの転送速度が利用可能であった。PlayStation 2発売時のパーソナルコンピューターで主流であったPC100 SDRAMが800 MB/s程度であった事を考えると相当に高速であった。
PlayStation 3はRDRAMの後継と考えられるRambus社のXDR DRAMを256 MiB使用し、8倍速転送（ダブルデータレートと比較）の400 MHz 64ビットバスにより、3.2 GHzの速度で、204.8 Gbit/s (25.6 GiB/s) という高いデータレートを実現した。

## ビデオカード
シーラス・ロジックは、Lagunaグラフィックチップファミリの三つの製品でConcurrent Rambus DRAMのサポートを実現した。2DのみのCL-GD5462と、3Dアクセラレーションも可能な2DチップのCL-GD5464、さらにAGP接続に対応したCL-GD5465である。
RDRAMは、その高い転送速度により潜在的に高速であるうえ、コスト面での利点を提供した。このチップはCreativeのGraphics Blaster MA3xxシリーズなどに用いられた。
他には東芝、クロマティックリサーチなどが開発したMPACTメディアプロセッサがある。最初のMPACTはDVDデコードを担当する単なるコプロセッサであったが、後継のMPACT2ではVGA機能を有し、名目上のビデオカードとなった。MPACTでは9ビット幅で4.5 MiBのRambus DRAMが接続されたが、MPACT2では18ビット幅で4.5 MiBないし9 MiBのRambus DRAMが接続された。

## 性能
現代の他のメモリ規格と比較して、ラムバスには若干のレイテンシの増加と、発熱、製造上の複雑さとコストの高さがある。RDRAMの大きなダイサイズを批判する者もおり、16Mビットで10 - 20パーセント、64Mビットで約5パーセントのインターフェイスのためのペナルティが必要である。
PC-800 RDRAMは45ナノ秒のレイテンシで動作するが、これはその時点での対抗する他のDRAM技術より高いレイテンシであった。RDRAMのメモリチップはSDRAMのチップよりかなり大きな熱を排出し、すべてのRIMMにヒートスプレッダを必要とした。RDRAMはそれぞれのメモリチップにコントローラーを内蔵しており、ノースブリッジ上に配置された単一のメモリコントローラを使用するSDRAMに対して製造上大幅に複雑であった。RDRAMは、PC-133 SDRAMと比べ2倍以上の価格であった。2000年に登場したPC-2100 DDR SDRAMはクロック速度133 MHzで動作し、184ピンのDIMMフォームファクタを用いた64ビットバスで2100 MB/sの性能を提供した。
複数のRIMMを一つのメモリチャンネルに装着する場合、パフォーマンス上の影響はSDRAMの設計より大きく、SDRAMのマザーモードでは経路が1 - 2チップであるのに対して、RDRAMでは遠いメモリモジュール上のチップはメモリコントローラの近くに物理的に配置されたすべてのメモリチップ上を通らなければならない。

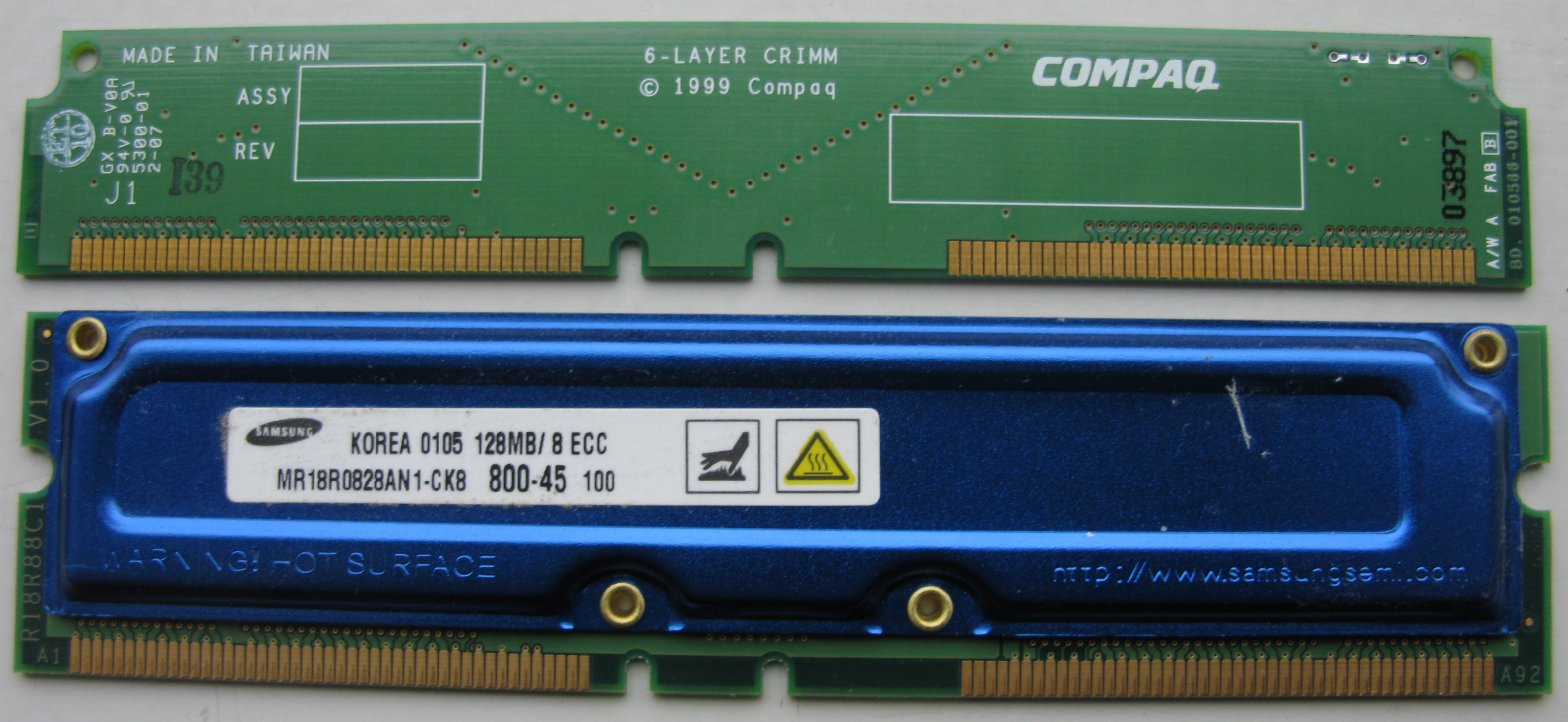
上:CRIMM
下:RDRAMメモリモジュール

ごく一般的なラムバスメモリコントローラの設計では、メモリモジュールを2本をセットとして装着することが前提となる。残った未使用のメモリスロットは、CRIMMを装着しなければならない。CRIMMモジュールはメモリの容量を増やすものではなく、マザーボード上で信号が反射する終端が生じないよう、終端抵抗に対する信号を伝達するためだけに働く。(SCSIのターミネーターに相当するものである。)右の画像はCRIMMモジュールを示す。
Intel 840 (Pentium III)、Intel 850 (Pentium 4)、Intel 860 (Pentium 4 Xeon) チップセットの登場に伴い、インテルはバス幅を32ビットに増やすことで転送速度を2倍にしたデュアルチャンネルのPC-800 RDRAMのサポートを追加した。その後、i850Eチップセットでは PC-1066 RDRAMが導入され、デュアルチャンネル時の合計転送速度を4200 MB/sに拡大した。2002年に、インテルはE7205 Granitebayチップセットを発表した。デュアルチャンネルのDDRを導入し、対抗するRDRAMより若干低いレイテンシで4200 MB/sの合計転送速度で提供している。
RDRAMで800MHzの速度を達成するためには、64ビットのバス幅を持つ現代のSDRAM DIMMとは異なり、メモリモジュールは16ビットバスでしか動作できない。さらに、インテル820の登場した当時のRDRAMモジュールは、すべての製品が800 MHzでは動作できず、遅いクロックでしか動作しないものもあった。

### ベンチマーク
1998年に実施されたベンチマークテストでは、大半のアプリケーションがRDRAMでは低速に動作した。RDRAMはUMAではSDRAM製品よりわずかに高速であったものの、Intel 820はローエンドの製品ではなく、またRIMMを使用するローエンド製品は開発されなかった。このため、この利点はエンドユーザーにとっては無意味だった。
1999年、Intel 840・Intel 820・Intel 440BXを使ったベンチマークでは、ラムバスチップセットを用いたことにより得られる性能の向上（もしあればだが）は、ワークステーションの用途を除き、440BXチップセットとPC-133 SDRAMに対して大幅に高い値段を正当化できるものではなかった。
後に2002年、シングルチャンネルのDDR SDRAMモジュールがSiS648と組み合わせた場合、実際のアプリケーションではデュアルチャンネルの1066 MHz RDRAM構成のIntel 850Eと拮抗することが示された。
さらに、デュアルチャンネルDDR400 SDRAMモジュールを使用可能なチップセットが登場しようとしていた。

## PC市場での RDRAM のマーケティング
1996年11月、ラムバスはインテルとの開発およびライセンス契約を結んだ。
DDR SDRAMと比較した場合のRDRAMの優位性を認識し、インテルはWintelの開発コミュニティに対し、自社のマイクロプロセッサにラムバスメモリインターフェイスのみサポートする声明を発表し、インテルはラムバス株を100万株、一株10ドルで購入する権利を与えられた。
1998年、インテルはDirect RDRAMの導入を加速させるため、5億ドルの資本投資をマイクロン・テクノロジに対して行うことを計画した。そのほかの投資として、1999年のサムスン電子への1億ドルの支払いなどがある。
移行の戦略として、インテルは将来的にIntel 82xチップセットでMemory Transfer Hub (MTH) を用いPC-133 SDRAM DIMMをサポートすることを計画した。2000年、インテルはMTHの搭載されたIntel 820マザーボードをリコールした。MTHは同時スイッチングを行う際、不明の理由で停止したり、突発的に再起動させる電気的なノイズを発生させたためである。これ以降、Intel 820のマザーボードがMTHを搭載することはなかった。
2000年、インテルはリテールのPentium 4 CPUに2枚のRIMMをセットにして販売し、RDRAMを援助した。しかし、インテルはその翌年の2001年から徐々にラムバスへの支援を打ち切り始めた。
2003年、インテルはIntel 865およびIntel 875チップセットを発表し、ハイエンドチップセットとしてIntel 850を置き換える製品として位置づけた。さらに、将来のメモリのロードマップにはラムバスは含まれていなかった。
RDRAMを生産するライセンスを取得したDRAM製造会社はほとんどなく、技術ライセンスを取得した会社もPCマーケットの需要を満たすだけのRIMMを生産することに失敗し、メモリが高騰した2002年ですらRIMMがSDRAM DIMMより高い価格設定となった。RDRAMが下降線をたどる中、DDRはスピードの面で発展し続け、しかも、RDRAMより安価であった。当時、DDR SDRAMで繰り広げられた大規模な価格競争により、DDR SDRAMは製造原価かそれ以下で販売された。RDRAMのサプライヤが一枚一枚のモジュールごとに良い利益を出す一方、DDR SDRAMのメーカーは大規模な損失を出した。現在でも生産されてはいるが、RDRAMをサポートするマザーボードはほとんどない。2002年から2005年の間、RDRAMの市場シェアが5%を超えることは一度もなかった。
2004年には、インフィニオン、ハイニックス、サムスン、マイクロン、エルピーダが2001年に固定価格への操作を行ったことが明らかになった。問題の企業は犯行を認め、後に罰金を科された。価格操作の目標は、不公平な市場戦略によりRDRAMを市場から抹殺するためであった。複数のメモリ製造企業が罪状を認め、ラムバスに数100万ドルの支払いを行った。

## 読書案内
- 「500Mバイト/s 18Mビット ラムバスDRAM」『東芝レビュー』第50巻第12号、1995年。